# Stelian Alexandru Pop
Stelian Alexandru Pop este un fost senator român în legislatura 1996-2000 ales în județul Satu Mare pe listele partidului PNL. În cadrul activității sale parlamentare, Stelian Alexandru Pop a fost membru în grupurile parlamentare de prietenie cu Canada și Statul Plurinațional Bolivia.  Stelian Alexandru Pop a fost membru în comisia pentru drepturile omului, culte și minorități și în comisia pentru sănătate publică. Stelian Alexandru Pop a inițiat 4 propuneri legislative din care 1 a fost promulgată lege. 